# جین یک دوست‌پسر می‌خواهد
جِین یک دوست پسر میخواهد (به انگلیسی: Jane Wants a Boyfriend) یک فیلم کمدی رمانتیک محصول سال ۲۰۱۵ با هنرپیشگی لوئیسا کراوس و الیزا دوشکوه است.

## بازیگران
- لوئیسا کراوس در نقش جین
- الیزا دوشکوه در نقش بیانکا[۳]
- امیر اریسن در نقش راب
- گابریل ابرت در نقش جک
- پالی درپر در نقش مامان